# Ceromitia crinigerella
Ceromitia crinigerella is een vlinder uit de familie van de langsprietmotten (Adelidae). De wetenschappelijke naam van de soort is voor het eerst geldig gepubliceerd door Zeller in 1850.
De soort komt voor in tropisch Afrika.